# چمن بیابانی ریش‌دار
چمن بیابانی ریش‌دار (نام علمی: Schismus barbatus) نام یک گونه از سرده چمن بیابانی است.